# Ryōta Isomura
Ryōta Isomura (jap. 磯村 亮太, Isomura Ryōta; * 16. März 1991 in der Präfektur Aichi) ist ein japanischer Fußballspieler.

## Karriere
Ryōta Isomura erlernte das Fußballspielen in der Jugendmannschaft von Nagoya Grampus. Hier unterschrieb er 2009 auch seinen ersten Profivertrag. Der Verein aus Nagoya, einer Hafenstadt in der Präfektur Aichi auf Honshū, spielte in der höchsten Liga des Landes, der J1 League. Ende 2016 musste er mit dem Verein den Weg in die Zweitklassigkeit antreten. Nach 97 Spielen wechselte er Mitte 2017 zum Erstligisten Albirex Niigata nach Niigata. Auch mit Niigata musste er am Ende der Saison in die zweite Liga absteigen. Im Juli 2018 verließ er Niigata und schloss sich dem Erstligisten V-Varen Nagasaki an. Mit dem Verein aus Nagasaki stieg er am Ende der Saison 2018 in die zweite Liga ab. Für Nagasaki bestritt er insgesamt 48 Ligaspiele. Im Januar 2022 unterschrieb er einen Vertrag beim ebenfalls in der zweiten Liga spielenden Tochigi SC.

## Erfolge
Nagoya Grampus
- J1 League

Meister: 2010
Vizemeister: 2011
- Kaiserpokal

Finalist: 2009
- Japanischer Supercup: 2011